# Teodoro Mendes Tavares
Dom Teodoro Mendes Tavares, C.S.Sp. (São Miguel Arcanjo, 7 de janeiro de 1964) é um bispo católico cabo-verdiano residente no Brasil. É o atual bispo diocesano de Ponta de Pedras, no Arquipélago do Marajó, Pará.

## Estudos
É um religioso da Congregação dos Espiritanos, onde emitiu seus votos no dia 8 de setembro de 1986. Teodoro Tavares estudou filosofia no Instituto Superior de Teologia, em Braga, filiado à Faculdade de Teologia da Universidade Católica Portuguesa, no período de 1986 a 1987.  Estudou teologia na Faculdade de Teologia da Universidade Católica Portuguesa no período de 1988 a 1993.
Em 1995, obteve o título de mestre no Trinity College, em Dublin, tendo apresentado a dissertação "As igrejas e a política europeia de imigração, à luz dos acordos de Schengen e Dublin".

## Presbiterado
Foi ordenado sacerdote no dia 11 de julho de 1993. Foi enviado em missão ao Brasil em 1994, para a Prelazia de Tefé, no Amazonas, onde desempenhou as seguintes funções: foi vigário-geral, de 2000 a 2011; foi pároco em Alvarães, Carauari e Uarini; pároco de Bom Jesus, em Tefé; coordenador do Centro de Educação Profissional Tefé e superior dos espiritanos do distrito da Amazônia (2003 – 2011)

## Episcopado
O Papa Bento XVI nomeou o padre Teodoro Tavares, no dia 16 de fevereiro de 2011, bispo auxiliar da Arquidiocese de Belém do Pará, atribuindo-lhe a sé titular de Verbe.
Foi ordenado bispo no dia 8 de maio de 2011 em Ilha de Santiago, por Dom Alberto Taveira Corrêa.
Em 10 de junho de 2015, o Papa Francisco, o nomeou bispo coadjutor de Ponta de Pedras, no Arquipélago do Marajó, no Pará.
Em 23 de setembro de 2015, o Papa Francisco, o nomeou bispo diocesano de Ponta de Pedras.
Em 27 de abril de 2023, durante a 60° Assembleia Geral da CNBB, foi eleito como presidente da Comissão Episcopal para o Ecumenismo e o Diálogo Inter-Religioso, pelo quadriênio de 2023-2027.